# A.C. Monteriggioni A.S.D.
Associazione Calcio Monteriggioni Associazione Sportiva Dilettantistica là một câu lạc bộ bóng đá Ý, có trụ sở tại Monteriggioni, Tuscany.

## Lịch sử
Câu lạc bộ được thành lập vào năm 1969 với tên AS Badesse.
Monteriggioni trong mùa 2010-11, từ Serie D nhóm E đã xuống hạng Eccellenza Tuscany.

### Việc chuyển sang Colle Val d'Elsa
Vào mùa hè năm 2011, sau khi sáp nhập với Colle Giovane, đã chuyển địa điểm và danh hiệu thể thao tại Eccellenza cho thành phố Colle Val d'Elsa, trở thành ASD Olimpia Colligiana.
Bóng đá trong thành phố được tái sinh, với một câu lạc bộ mới tên là AC Badesse, được khởi động lại từ Terza Cargetoria Siena.

## Màu sắc và huy hiệu
Màu sắc của đội là trắng và xanh đậm.